# Cliff Meely
Cliff Meely (Rosedale, 10 luglio 1947 – Boulder, 29 maggio 2013) è stato un cestista statunitense, professionista nella NBA, in Italia e in Francia.

## Carriera
Venne selezionato dai San Diego Rockets al primo giro del Draft NBA 1971 (7ª scelta assoluta).

## Palmarès
- NCAA AP All-America Third Team (1971)